# مقامات الحریری

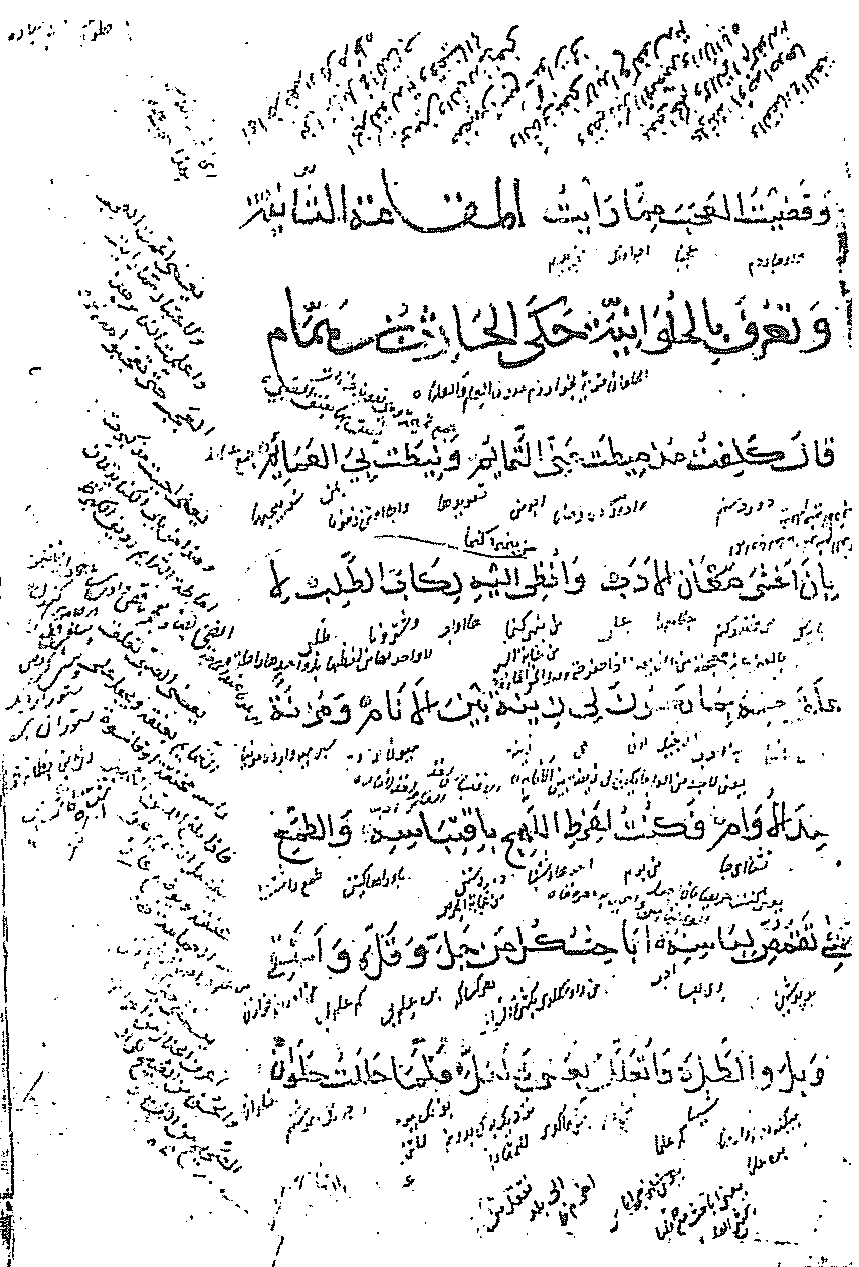
ترجمه‌ای از مقامات حریری به زبان طبری توسط پیروان زیدیه در دیلم.

مقامات الحریری یا المقامات الادبیه کتابی است نوشته قاسم بن علی حریری (۴۴۶–۵۱۶ ق) به زبان عربی است. این کتاب به تقلید از شیوه بدیع الزمان همدانی در ۵۰ مقامه نوشته شده و در تصنع و تکلف از او نیز پیشی گرفته‌است. هدف نویسنده از نگارش مقامات حفظ زبان و ادبیات و ضمناً سرگرمی بوده‌است.

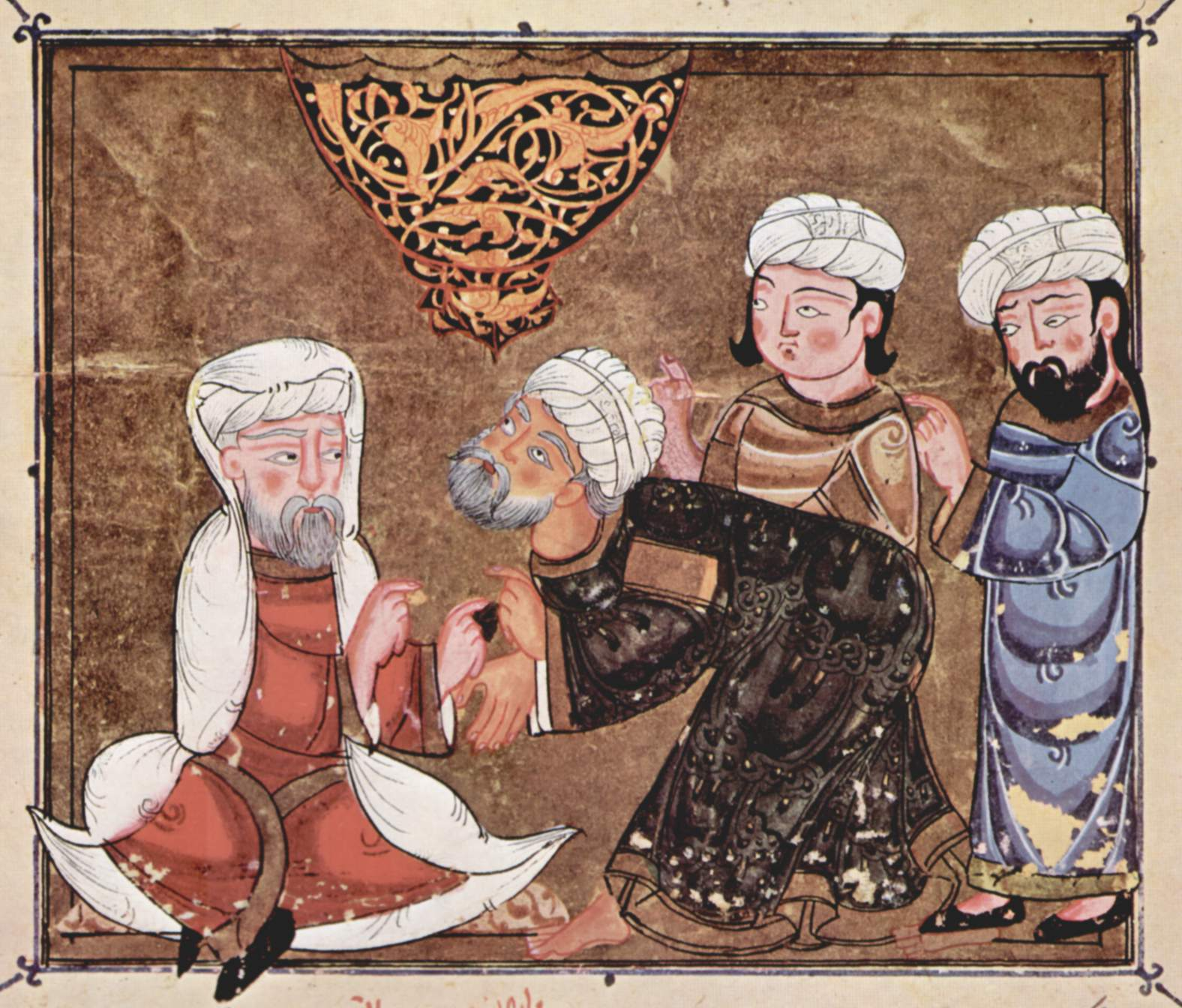
ابوزید به قاضی المعرات شکایت می کند... مقامه هشتم کتاب

تصویرگر این کتاب محمود الواسطی است و کارهای او نقطه اوج اولین مکتب کتاب‌آرایی مسلمانان است.

## محتوا
مقام الحریری حول محور اخاذی از طریق حیله گری از طریق ماجراهای قهرمان خود ابی زید السروجی است که توسط حارث بن همام روایت شده است.
زبان آن جامد ولی خالی از مصنوعات نیست و از دیرباز در مدارس استفاده می شده است. الحریری را از نخستین نویسندگان عصر ادبیات عرب می دانند.
زمخشری در مدح حریری می‌گوید: «به خدا سوگند به آیات آن و به حج و زمان آن که حریری در نوشتن آزاده است و کتاب او چهارمین کتاب از کتب مقامه است:  
 ۱-  مقامات بدیع الزمان همدانی
  ۲- مقامات ابن نباته 
 ۳-  مقامات ابن نقیه 
 ۴-  مقامات الحریری